# Used Cars
Used Cars is een Amerikaanse komische film uit 1980, geregisseerd en mede geschreven door Robert Zemeckis. De hoofdrollen worden vertolkt door Kurt Russell en Jack Warden.

## Verhaal
Wanneer de oude eigenaar van een vervallen tweedehandsautobedrijf door een misdrijf om het leven komt, zweren zijn jonge en ambitieuze topverkoper en collega’s om het terrein te redden van de verraderlijke broer van de eigenaar en diens rivaal in de tweedehandsautohandel.

## Rolverdeling
| Acteur         | Personage                |
| -------------- | ------------------------ |
| Kurt Russell   | Rudy Russo               |
| Jack Warden    | Roy L Fuchs / Luke Fuchs |
| Gerrit Graham  | Jeff                     |
| Frank McRae    | Jim                      |
| Deborah Harmon | Barbara Jane Fuchs       |

## Release en ontvangst
Used Cars ging op 11 juli 1980 in première. De film kreeg gemengde kritieken van de filmcritici, met een score van 77% op Rotten Tomatoes, gebaseerd op 31 beoordelingen.